# Rampe de Pajares
La rampe de Pajares (en espagnol : rampa de Pajares), ou descente de Pajares (en espagnol : bajada de Pajares) est le tronçon de la ligne ferroviaire de León à Gijón, en Espagne. Elle permet de franchir la cordillière Cantabrique en empruntant le Puerto de Pajares afin de relier la Castille-et-León aux Asturies.
Son dernier tronçon a été bâti entre 1880 et 1884 et est considéré comme l'un des projets d'ingénierie majeurs du XIXe siècle en Espagne,. Selon Trevor Rowe, passionné de chemin de fer et photographe ferroviaire originaire de Grande-Bretagne, la voie ferrée via Pajares était, en 1970, un des cols montagneux plus difficiles d'Europe.
Depuis 2017, une plate-forme recense les soutiens pour faire reconnaître la rampe de Pajares comme patrimoine mondial.
En construction depuis 2005, la variante de Pajares, lorsqu'elle sera mise en service, offrira un nouvel accès à grande vitesse aux Asturies. Il est prévu que la rampe de Pajares soit alors définitivement fermée en raison du coût jugé élevé de son entretien. Un collectif pour la préservation de la ligne a également rencontré Talgo pour défendre une proposition visant à faire de la ligne un futur banc d'essai de ses trains.

## Tracé
Selon Hacar et González, pour le public en général, la rampe de Pajares est comprise entre la gare de Puente de los Fierros, dans la partie asturienne, et le portail sud du tunnel de la Perruca, dans la partie du côté de la province de León. Ils précisent malgré tout que pour les « personnes liées à l'infrastructure ferroviaire dans le nord-ouest de l'Espagne, et plus concrètement à la ligne de León à Gijón », la rampe, sur le versant asturien, s'étend jusqu'à l'ancienne gare de La Cobertoria, soit 9 kilomètres plus loin. Ce tronçon supplémentaire est en rampe continue d'environ 20 ‰.

## Caractéristiques

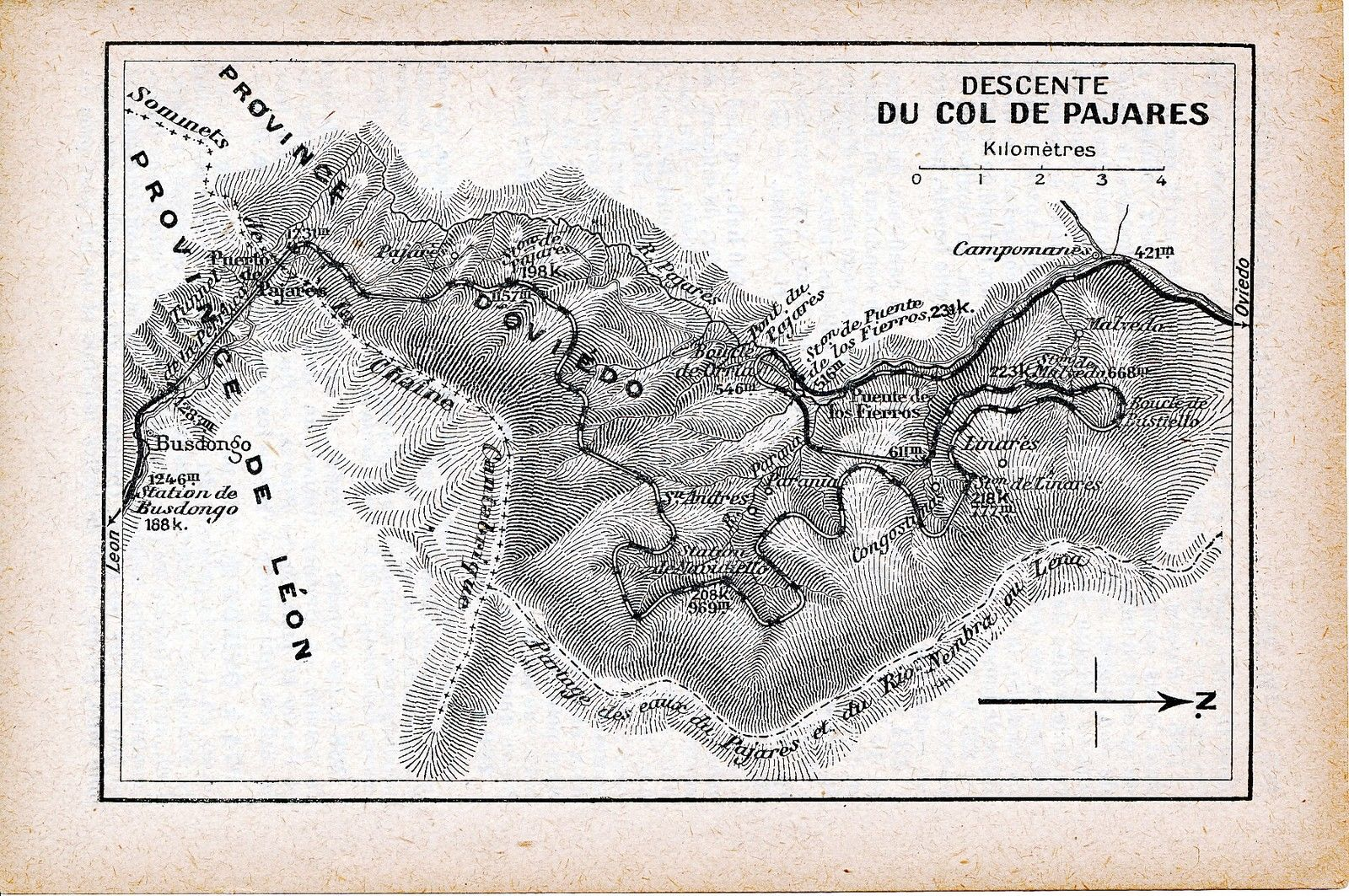
Carte de la descente du col de Pajares selon un guide de voyages français datant de 1915.

### Caractéristiques générales
En direction de Gijón, la voie monte depuis la gare de Busdongo, à une altitude de 1 230 mètres jusqu'au portail sud du tunnel de la Perruca à 1 270 mètres d'altitude, qui est le point le plus culminant du parcours. Ce tunnel traverse la frontière entre la province de León et les Asturies. En direction des Asturies, elle redescend jusqu'à 927 mètres d'altitude en gare de La Cobertoria, dans le concejo de Lena, avec une pente presque constante de 20 ‰ durant 49 kilomètres. Jusqu'en gare de Pola de Lena, 44 % du tracé en courbe, généralement d'un rayon de 300 mètres.
La construction de la rampe a supposé le percement de 61 tunnels et 156 ponts de toutes tailles,. Parmi eux, le viaduc de Parana, situé à proximité de la gare de Puente de los Fierros, est remarquable par sa longueur. Construit en fer avec trois travées et courbé, ses 130 mètres de longueur totale furent remplacés par un remblai par la suite.

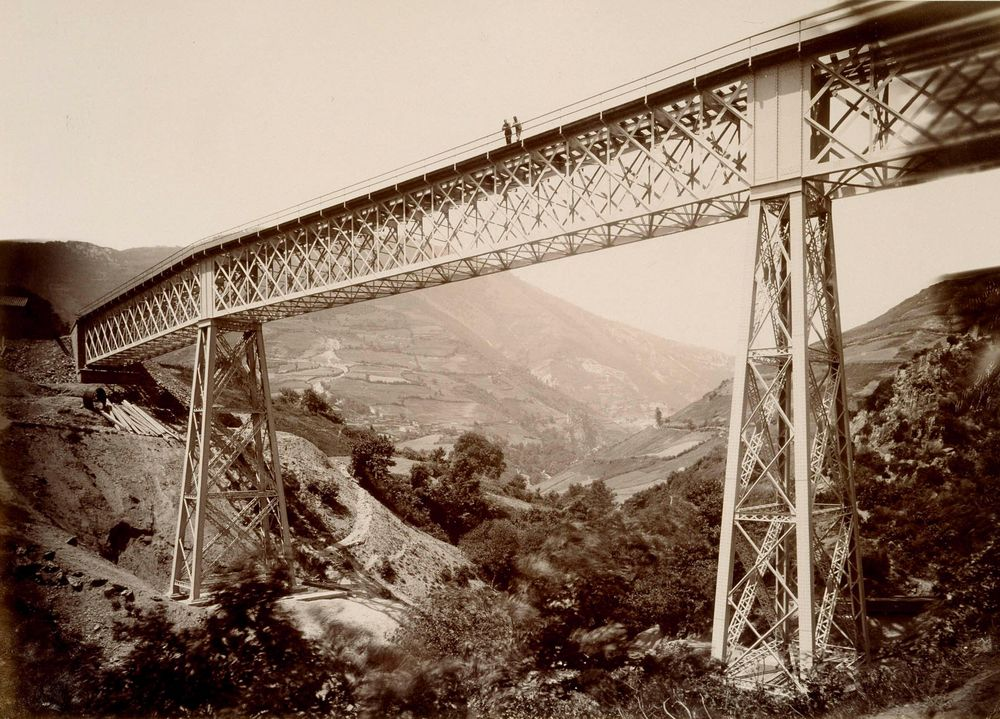
Viaduc de Parana (1884).

### Tunnels
Depuis Busdongo jusqu'à Puente de los Fierros, la section est composée d'une succession de 63 tunnels. Lors son inauguration, il y avait uniquement 61 tunnels, totalisant 25 kilomètres en souterrain sur les 42 kilomètres totaux du parcours, soit 60 %. Parmi eux, six dépassent 1 000 mètres de longueur : La Perruca (3 072 m), La Pisona (1 050 m), La Sorda (1 076 m), Congostinas (1 170 m), El Capricho (1 838 m) et Orria (1 057 m).
Le tunnel de La Perruca entre les communes de Villamanín (province de León) et Lena (Asturies). Son tracé est rectiligne. Il a été inauguré le 15 août 1884 ; sa perforation a été faite manuellement à l'aide de foreuses à air comprimé comme celles utilisées lors du creusement du tunnel ferroviaire du Saint-Gothard. La fouille a été réalisée à partir des deux portails et dans les fronts créés dans trois puits intermédiaires. À la fin de sa construction, c'était le plus long tunnel construit en Espagne.
Depuis 1884, plusieurs tunnels artificiels ont été construits afin de protéger la voie ferrée des avalanches au niveau des secteurs présentant le plus de risques.

### Gares
Entre Busdongo et de Puente de los Fierros, quatre autres gares ont été construites afin de permettre le croisement des trains. Ces gares étaient également équipées de prises d'eau pour le ravitaillement des locomotives à vapeur.
Dans le sens de León à Gijón, on retrouve les :
- gare de Pajares (PK 62,7) ;
- gare de Navidiello-Parana (PK 72,2) ;
- gare de Linares-Congostinas (PK 82,3) ;
- et la gare de Malvedo (PK 88,0).

### Caractéristiques techniques
Selon la Déclaration du Réseau (en espagnol : Declaración de la Red) d'Adif de 2013, la rampe de Pajares fait partie de la ligne no 130 reliant Venta de Baños à Gijón. Ce tronçon est en voie unique et est électrifié en en courant continu 3 kV à l'aide d'une caténaire non compensée. En ce qui concerne la signalisation et les systèmes de sécurité, le tronçon est équipé du block automatique avec contrôle de trafic centralisé (CTC) depuis 1967 auquel se rajoute un système de radiocommunication train-terre et l'Anuncio de Señales y Frenado Automático (ASFA). Le tronçon présente une rampe caractéristique de 23 ‰ dans le sens ascendant et 22 ‰ dans le sens descendant. La vitesse maximale est de 105 km/h.

## Histoire

### Genèse du projet
Le tronçon Busdongo-Ujo a été le dernier tronçon de la ligne de León à Gijón à être terminé. Initialement attribuée à la Compañía del Noroeste de España en français : « Compagnie du nord-ouest de l'Espagne », le contrat de construction a finalement été résilié le 8 février 1878 par le gouvernement espagnol en raison des difficultés économiques rencontrées par l'entreprise. La même décision fut prise pour les lignes León-Ponferrada et Ponferrada-La Corogne. À ce moment-là, il ne restait plus qu'à construire le tronçon de ligne reliant Pola de Lena à Puente de los Fierros, pris en charge directement par le gouvernement d'Espagne, et celui de Busdongo à Puente de los Fierros, afin de terminer entièrement la ligne de León à Gijón. Le gouvernement a retiré les concessions de la Compañía del Noroeste de España et de la ligne d'Oviedo à Trubia, embranchement de la ligne León-Gijón.
Le 4 février 1880, le gouvernement a attribué ces dernières concessions à « las Sociedades de París reunidas » en français : « les Sociétés de Paris réunies », représentées par le banquier français Armand Donon. Ils créèrent ensuite la Compañía de los Ferrocarriles de Asturias, Galicia y León (AGL) et y transférèrent les concessions, transfert qui était autorisée par le gouvernement grâce à l'ordre royal du 31 mars 1880.
Peu après, le 27 avril 1880, dans une lettre dirigée aux autres mairies des Asturies, le maire de Lena les avertit que la compagnie a commencé à étudier un changement de tracé via Pajares, en augmentant la pente et en réduisant le rayon des courbes. Le député Rafael María d'Ouvre, originaire des Asturies, a présenté le 19 mai une lettre de protestation devant les Cortes contre les projets de la compagnie de Donon. La lettre, datée du 12, a été signée par sept journaux asturiens, à savoir la Revista de Asturias, La Opinión, La Luz de Avilés, El Carbayón, El Comercio, El Boletín de la Liga et El Naranco, et disaient le faire au nom de la presse asturienne.
La presse d'Oviedo a convoqué une réunion dans cette même ville le dimanche 27 juin pour protester contre ce changement. Plus de deux mille personnes y ont assisté, parmi lesquelles Leopoldo Alas, qui a acclamé les propositions lues par le journaliste César Argüelles, dont celle de ne pas voter pour les députés asturiens qui ne s'opposaient pas à la modification du tracé.
Le 28 février 1881, la Revista de Asturias publia que l'AGL avait l'intention de proposer au gouvernement de réduire la longueur du tracé original de 37 à seulement 23 kilomètres, en augmentant la pente de 20 ‰ à 35 ‰ afin de réduire les coûts.
« PASO DEL PAJARES

Tenemos el sentimiento de anunciar á nuestros lectores que la Compañía de los ferro-carriles de Asturias, Galicia y León, tiene resuelto proponer al Gobierno la variación del trazado de la bajada del Pajares adoptando la pendiente del tres y medio por ciento. »
— Inconnu
, Revista de Asturias, no 4. p. 1.

« PASSAGE DE PAJARES

Nous avons le plaisir d'annoncer à nos lecteurs que la Compagnie des Chemins de Fer des Asturies, de Galice et de León a décidé de proposer au Gouvernement la modification du tracé de la descente du Pajares, en adoptant la pente de trois et demi pour cent. »
— Revista de Asturias, no 4. p. 1.
Cette proposition a été soutenue par le rapport Notes sur la descente du Pajares, publié à Paris en janvier 1881. Il fut écrit par les ingénieurs Paul Eugène Bontoux et Paulo Amilhau, respectivement directeurs de la Société des chemins de fer autrichiens et de la Società per le Ferrovie dell'Alta Italia, avec le soutien d'autres ingénieurs. En échange de la modification du tracé de la ligne, la compagnie était prête à donner un coup de pouce économique au développement du port de Gijón. L'AGL a officialisé ses prétentions en demandant officiellement le changement de tracé le 4 mars. 
Les forces vives des Asturies ont appelé à une manifestation à Oviedo pour protester contre les intentions de l'entreprise, qu'elles considèrent comme contre-productives pour l'industrie régionale. L'événement a eu lieu sur la Plaza de la Escandalera d'Oviedo le 27 mars 1881.
Par ordonnance royale du 15 juin, « se desestima la solicitud de la Compañía de los ferro-carriles de Asturias, Galicia y León, pidiendo que se modifique el proyecto aprobado con pendientes de veinte milésimas para la bajada del puerto de Pajares, en la línea de León y Gijón, y se acepten para dicho trazado pendientes de treinta y cinco milésimas » en français : « la demande de la Compañía de los ferro-carriles de Asturias, Galicia y León est rejetée, celle-ci qui demandait que le projet approuvé avec des pentes de vingt millièmes soit modifié pour la descente du col de Pajares, sur la ligne León et Gijón, et que des pentes de trente-cinq millièmes soient acceptées ». conformément à l'avis de la Junta consultiva de Caminos, Canales y Puertos. De même, l'option du train à crémaillère et la possibilité de nouvelles études pour la modification du tracé par AGL ont été rejetées.

### Construction

#### Déroulement général

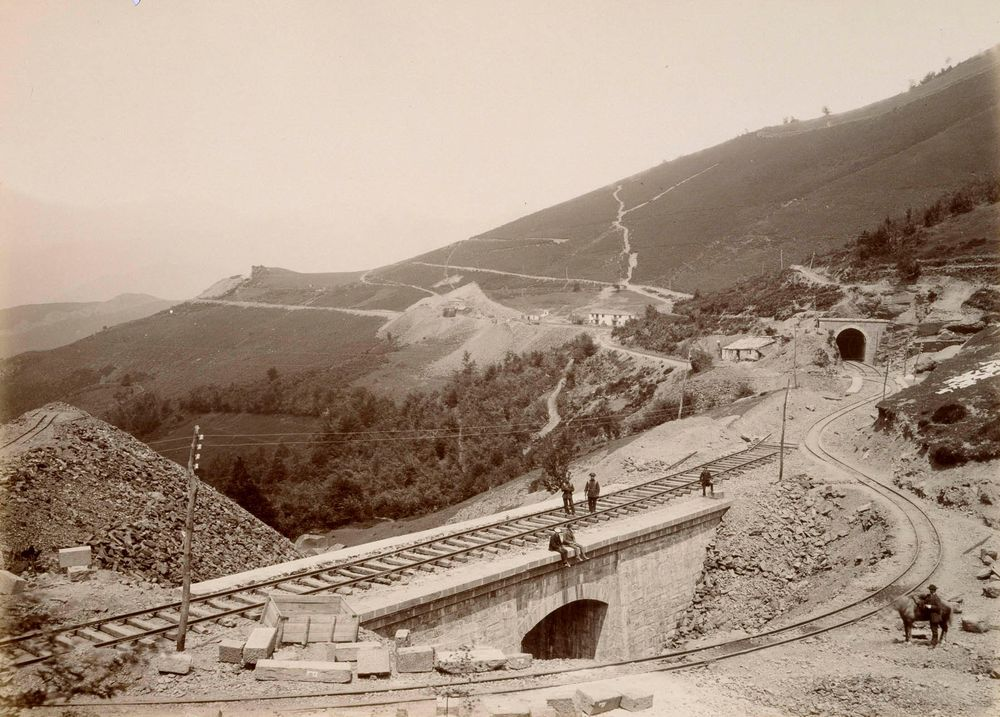
Le pont d'Entrambosríos, situé entre les tunnels Canto de la Laguna et El Bescón. Au premier plan, on peut voir la voie supplémentaire construite pour les travaux des 1er et 2e tronçons.

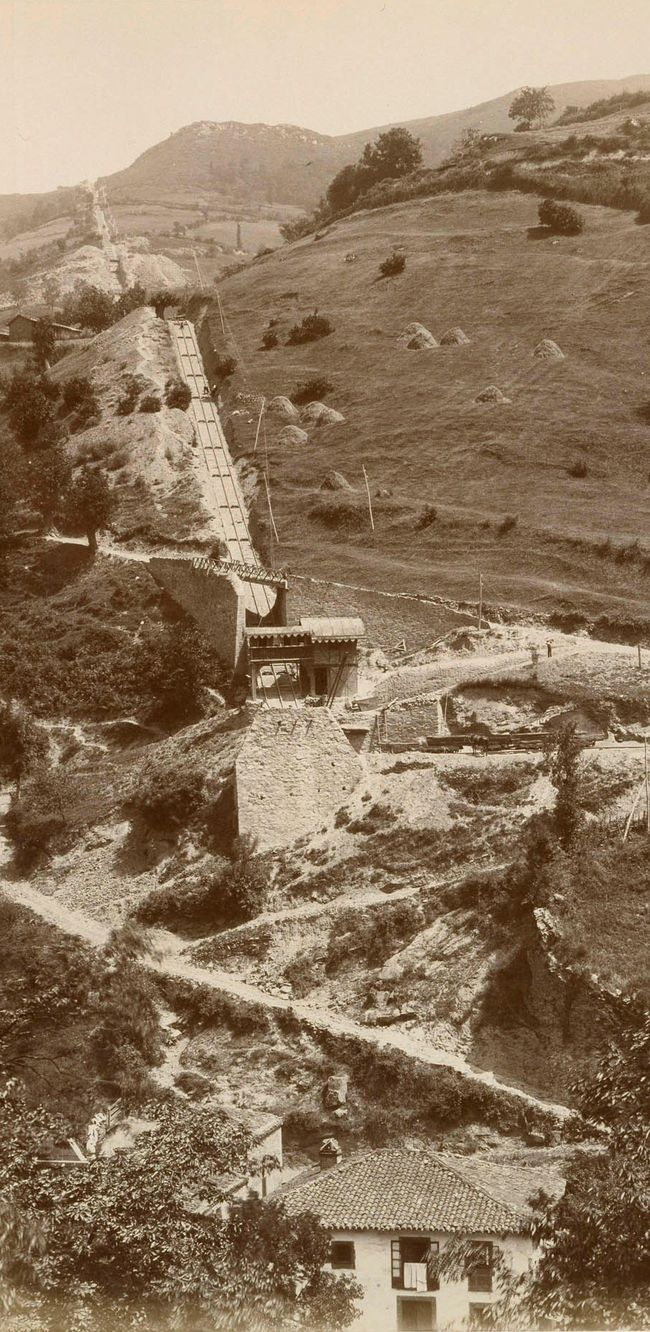
Photographie de Paul Sauvanaud (vers 1884) montrant le plan incliné des 3e et 4e sections. Dans la partie inférieure de l'image, on peut voir la maison du presbytère et, à gauche, l'église de San Martín de Las Puentes.

Pour la construction de la rampe entre Puente de los Fierros et Busdongo, le tronçon a été divisé en cinq parties. La première, dans lequel les travaux ont commencé, est le tunnel de la Perruca et ses environs, entre la gare de Busdongo et la vallée des Las Piedras, avec trois autres tunnels courts : Maja del Estudiante, La Calera et Loma del Asno.
Les quatre tronçons restants, connus sous le nom de « descente de Pajares », sont numérotés de un à quatre depuis la vallée de Las Piedras jusqu'à la gare de Puente de los Fierros et furent attribués par groupes de deux : le premier et le deuxième tronçon à Francisco Buergo et Salustiano Regueral, et le troisième et le quatrième à l'ingénieur Eduardo Calleja, auteur du projet de tracé de l'ensemble du tronçon. La limite entre les deux concessions était située dans la tunnel de Salguero,.

#### 1eret2etronçons
Les 1er et 2e tronçons totalisent une longueur de 16 067 mètres et ont nécessité le creusement de 27 tunnels d'une longueur cumulée de 10 665 mètres. Elle couvrait le tronçon entre la vallée de Las Piedras, du côté de León, et la vallée de Salguero, limite avec le 3e tronçon,.
Pour l'exécution des travaux, les copropriétaires, Buergo et Regueral, ont construit une ligne de tramway dont l'écartement des rails était de 70 centimètres. Cette ligne, adaptée au profil des vallées et des collines, contournait tous les tunnels et reliait toutes leurs entrées et leurs sorties. La traction sur cette ligne auxiliaire était assurée par des locomotives du constructeur belge Cockerill.

#### 3eet4etronçons
Les 3e et 4e tronçons totalisent une longueur de 20 565 mètres et ont nécessité le creusement de 29 tunnels d'une longueur cumulée de 10 080 mètres. Un pont suspendu et un plan incliné ont été construits pour l'approvisionnement en matériaux du chantier. Depuis la gare de Puente de los Fierros, sur la rive gauche de la rivière Pajares, partait une voie de tramway dont l'écartement des rails était de 50 centimètres. Ces véhicules étaient tractés par des chevaux. La ligne traverse la rivière Pajares moyennant un pont de 98 mètres de long à 40 mètres au-dessus de l'eau. Il fut construit à Gijón par la Fábrica de Moreda.  Elle se divise ensuite en deux, permettant d'aller à droite vers le tunnel de Congostinas et à gauche vers un plan incliné.
Une grue, située à l'extrémité inférieure de celui-ci, saisit un wagon chargé et le place sur la plate-forme des rails du plan. Un employé prévient alors à l'aide d'un téléphone la station supérieure de la Collada, où une machine à vapeur est mise en marche, tractant le wagon à l'aide d'un câble de 15 millimètres de diamètre, tandis qu'un autre descend, tous deux évoluant sur une voie unique équipée d'un évitement à mi-parcours. Sur une pente de 22° à 40°, les wagons rachètent en une courte distance un dénivelé de 350 mètres. Une seconde grue en amont du plan permettait d'extraire les wagons afin de procéder à leur déchargement. Grâce à ce système, MM. Calleja et Inchaurraudieta ont réussi à construire la partie supérieure de la voie ferrée sans un seul jour d'interruption,.

### Inauguration

#### Déroulement de la cérémonie

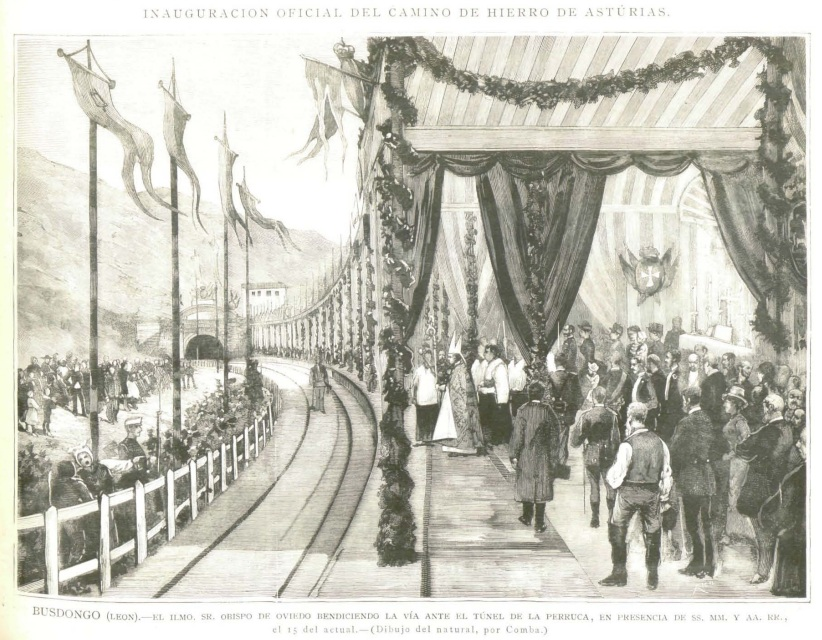
Inauguration officielle du chemin de fer des Asturies : l'évêque d'Oviedo bénit la voie devant le tunnel de la Perruca le 15 08 1884 ; dessin de Juan Comba publié dans La Ilustración Española y Americana le 30 08 1884.

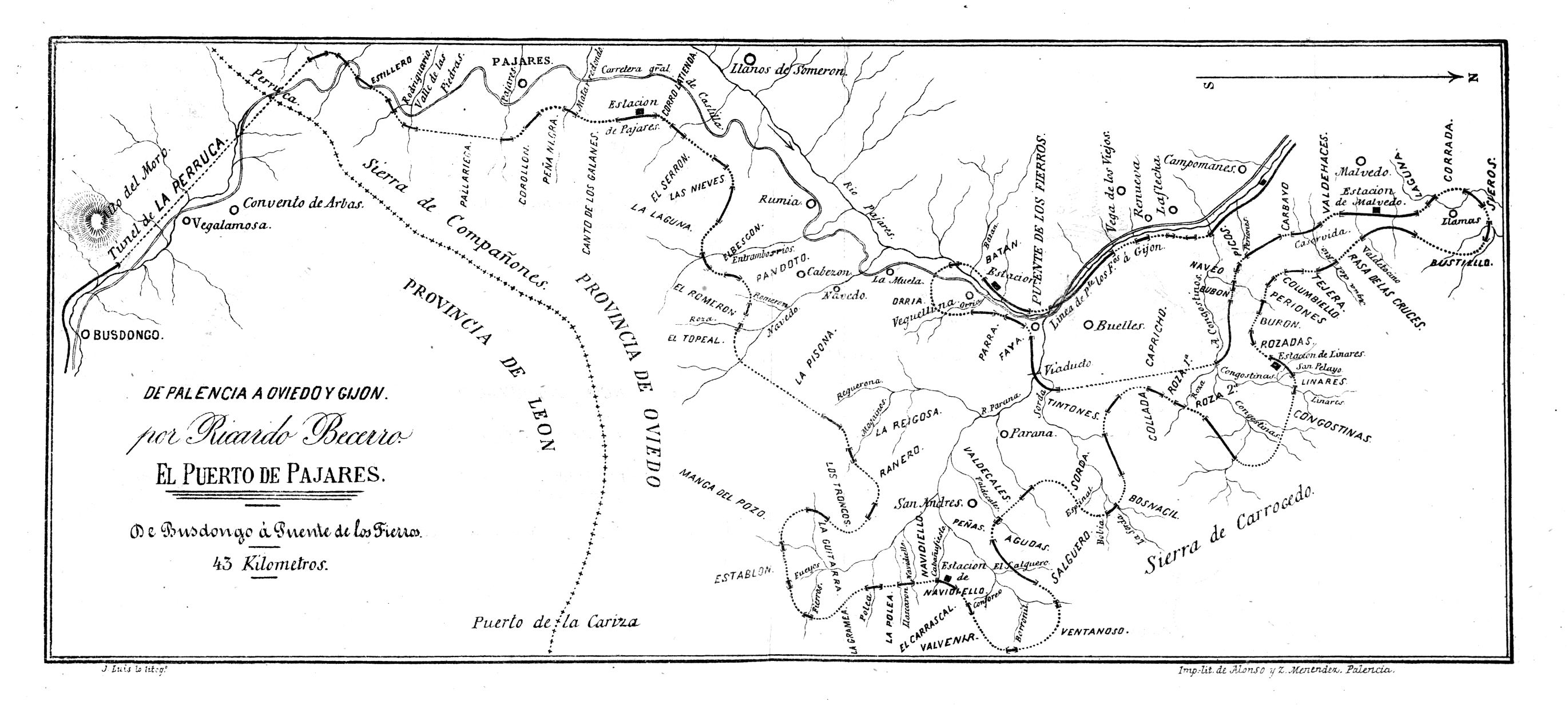
Le col de Pajares : de Busdongo à Puente de los Fierros (43 kilomètres) par Ricardo Becerro de Bengoa (1884).

Le 15 août 1884, le tronçon de Busdongo à Puente de los Fierros est inauguré. La cérémonie s'est déroulée dans un pavillon décoré situé à l'embouchure sud du tunnel de Perruca en présence du roi d'Espagne, Alphonse XII, de son épouse, Marie-Christine d'Autriche, de la princesse des Asturies, María de las Mercedes de Borbón, du président du Congrès, Francisco de Borja Queipo de Llano, et de députés et sénateurs des Asturies.
Les autorités sont arrivées à Busdongo dans un « train royal » qui était parti de Ségovie la veille à 21 h. La cérémonie consistait en la bénédiction de la voie et des locomotives du train, Pelayo et Jovellanos, par l'évêque d'Oviedo, Ramón Martínez Vigil, diocésain de Busdongo, la pose symbolique du dernier rail par le roi et la signature de l'acte inaugural (première signature officielle de la princesse des Asturies, âgée de presque quatre ans), qui a ensuite été conservé dans une boîte en plomb, enterrée sous le tunnel. Après cette cérémonie, le train a poursuivi sa marche en direction de Gijón, à la suite de quoi le ruban inaugural a été coupé. Selon l'horaire prévu, le train a fait des arrêts aux viaducs de Burón et de Paran ainsi qu'à Puente de los Fierros pour le déjeuner, servi par le restaurant Lardhy de Madrid,,,. 

#### Conséquences de la mise en service de la ligne
La mise en service complète de la ligne de Pajares a entraîné la fin du transport par diligence sur l'itinéraire du col de Pajares. Jusqu'à cette date, les voyageurs empruntant le train et souhaitant traverser la montagne devaient changer entre le train et les diligences  aux gares de Puente de los Fierros et de Busdongo pour franchir le col par le chemin royal (en espagnol : camino real).
Une autre conséquence importante a été de favoriser le développement du bassin houiller de Caudal, dans les Asturies.
Après l'inauguration, le bassin houiller de Caudal a bénéficié de meilleures voies de communication, surtout après l'ouverture des docks dans le port de Gijón en 1885 auxquels les voies ferrées de la Compañía de los Caminos de Hierro del Norte de España avaient accès. Elle a également attiré de nouveaux investissements dans la région, comme des mines de charbon. Antonio López y López, 1er marquis de Comillas, a commencé son activité d'extraction de charbon en 1884 pour en fournir à ses entreprises.

### Acquisition par la Compañía de los Caminos de Hierro del Norte de España
Peu de temps après l'inauguration, le mai 1885, la ligne passe sous le giron de la Compañía de los Caminos de Hierro del Norte de España, acquise moyennant fusion avec la Compañía de los Ferrocarriles de Asturias, Galicia y León.

#### Exploitation en double traction
Selon les données publiées par Félix Boix, directeur adjoint de la Compañía de los Caminos de Hierro del Norte de España, dans la Revista de Obras Públicas du 14 février 1907, la compagnie y avait commencé en 1906 les essais pour introduire la double traction (c.-à-d. couplage de deux locomotives pour tracter un train) en queue des trains de marchandises sur la rampe. La capacité de transport nette était de 2 000 tonnes par jour avec 16 circulations. La double traction testée a permis d'augmenter la capacité de chaque circulation de 80 %.
Pour remplir cet objectif, la Compañía de los Caminos de Hierro del Norte de España a commandé en 1907 une série de douze locomotives, immatriculées sous les numéros 2 651 à 2 662, qui ont été les premières locomotives à écartement ibérique des Asturies à utiliser de la vapeur sèche. Ces locomotives étaient connues sous le nom de « Verracos ». Ces locomotives doivent leur surnom au bruit produit par l'éjecteur de vapeur à trompette du système de freinage automatique à dépression, qui était semblable à celui d'un porc. Ce surnom, originaire des Asturies, a été étendu à une partie des locomotives circulant le plus souvent sur la ligne de Pajares jusqu'à l'électrification de la rampe,.

### Électrification

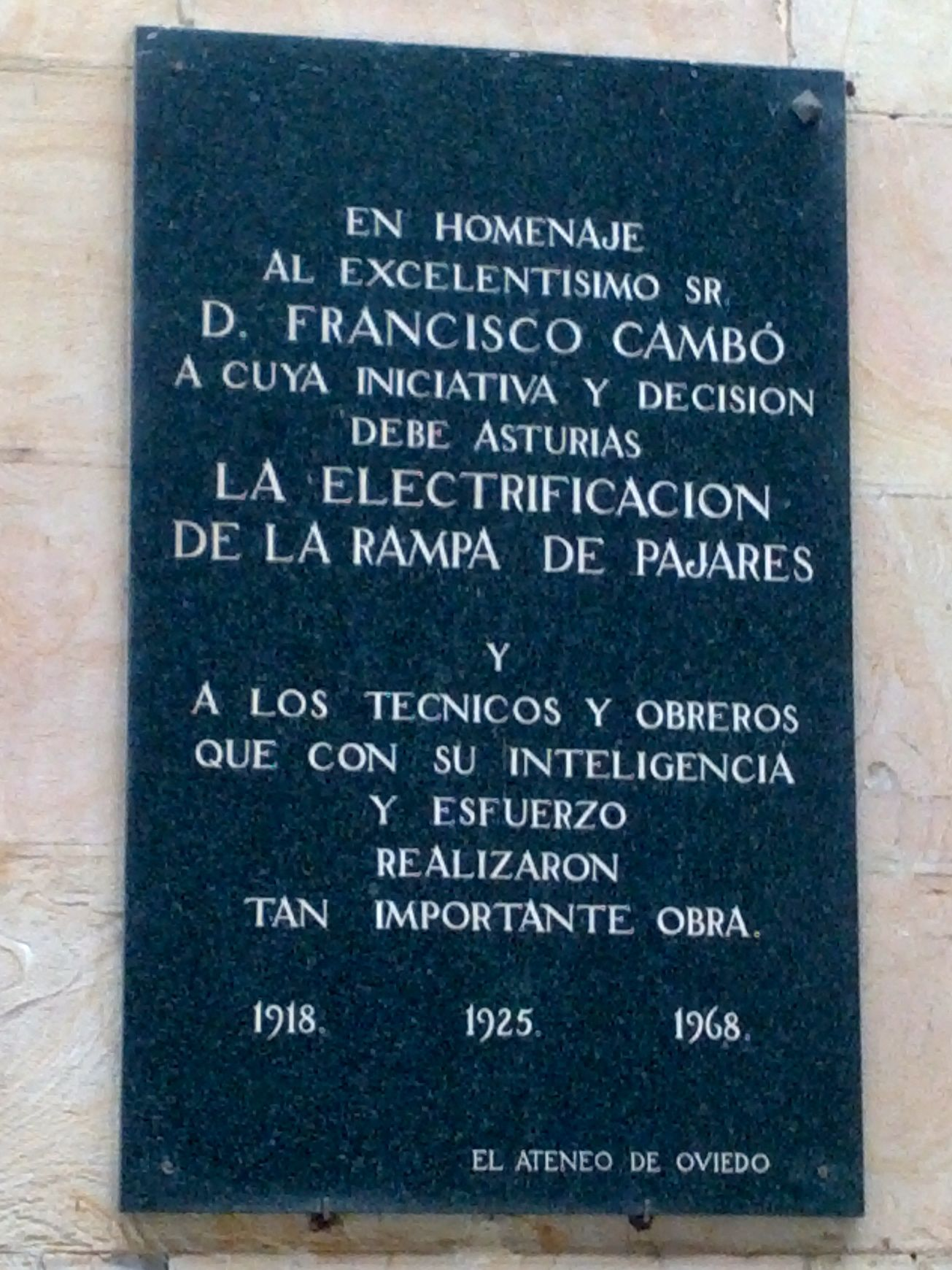
Plaque placée en 05 1968 en l'honneur de Francesc Cambó pour célébrer le 50e anniversaire de sa décision d'électrifier la rampe de Pajares, son promoteur. La plaque est située en gare d'Oviedo.

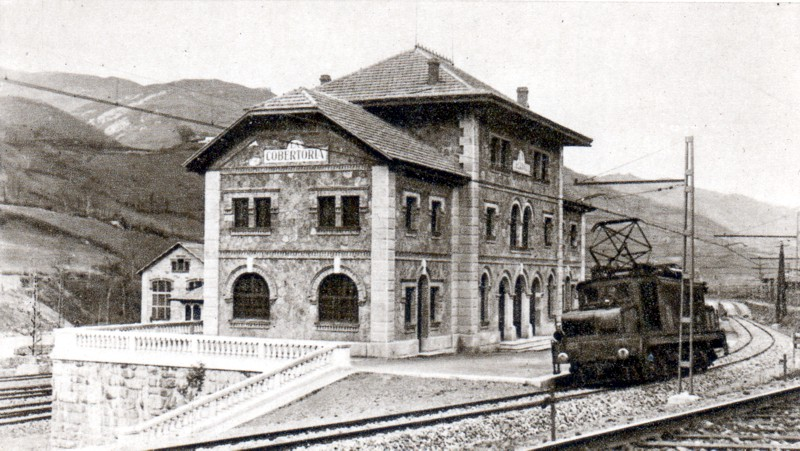
Une locomotive de la série 6100 traversant la gare de la Cobertoria en 1925.

Avant 1915, la capacité en transport de charbon depuis les Asturies vers l'intérieur de l'Espagne était à la limite de la capacité des trains circulant sur la rampe de Pajares. Selon Hontoria y Lomas, la capacité maximale en montée était de 4 536 tonnes brutes avec quatorze circulations quotidiennes en double. Dans des conditions normales, elle est passée à 4 248 tonnes avec 12 des 14 circulations en double traction. La solution la plus simple pour augmenter la capacité de traction était de procéder à l'électrification de la ligne, donnant ainsi un surcroît de 50 % de puissance de plus pour le même poids de locomotives.
Avec Francesc Cambó au ministère de l'Équipement, la loi pour l'électrification est votée en 1918. Cette loi a permis à la Compañía de los Caminos de Hierro del Norte de España d'entreprendre le projet malgré ses difficultés financières, grâce à des avances remboursables.
En 1924, le tronçon de 62 kilomètres entre Ujo et Busdongo a été électrifié en courant continu 3 kV. Il s'agissait de la première électrification à cette tension réalisée en Espagne. Cette option, proposée par General Electric, a été retenue par rapport à d'autres technologies comme l'électrification par courant alternatif à fréquence spéciale.
L'approvisionnement en électricité provenait de la centrale thermique d'Electra de Viesgo à Santa Cruz de Mieres, près d'Ujo. De là, une ligne de 30 kV reliait les deux sous-stations de la rampe, à La Cobertoria (au pied de la rampe) et à Pajares, à mi-chemin du parcours. Dans les sous-stations, le courant était transformé en courant continu 3 kV.
Pour la traction sur la rampe, Compañía de los Caminos de Hierro del Norte de España a acquis deux séries de six locomotives chacune. Celles numérotées de 6 001 à 6 006 ont été construites en 1923 aux États-Unis par American Locomotive Company pour la partie mécanique et General Electric pour la partie électrique. D'autre part, en 1924, six autres ont été fabriquées par la Sociedad Española de Construcción Naval et Baldwin Locomotive Works pour la partie mécanique ainsi que par Westinghouse Electric Company pour la partie électrique. Elles furent numérotées de 6 101 à 6 106. Toutes développaient une puissance de 1 620 ch et une disposition des essieux « Co » (2 bogies avec 3 essieux moteurs chacun, équipés d'un moteur par essieu). En outre, il a été nécessaire de modifier les gares situées aux extrémités de la section électrifiée, à savoir Busdongo et Ujo, afin qu'elles puissent accueillir des installations nécessaire à l'exploitation des locomotives à vapeur et électriques.
En plus de l'électrification de la ligne, la Compañía de los Caminos de Hierro del Norte de España a réalisé des travaux pour augmenter la capacité de la ligne de Venta de Baños à Gijón. Dans le cadre de ces travaux, les gare de la rampe de Pajares ont été rallongées tandis que la gare de triage de La Cobertoria a été construite pour accueillir les marchandises en provenance du port de Gijón.

## Trafic

### Trains de voyageurs
À compter du 15 septembre 2008, la rampe de Pajares était quotidiennement desservie par le train de nuit Estrella « Pio Baroja » qui reliait Gijón à la gare de Barcelone-Sants via, entre autres, les gares de Burgos Rosa Manzano et de Miranda de Ebro. La desserte par les trains grandes lignes était complétée par trois allers-retours en train à grande vitesse Alvia pouvant s'arrêter à certaines heures en gare de Pola de Lena. Deux allers-retours journaliers en trains régionaux « Regional » complétaient la desserte de Gijón à León en desservant plus finement les gares de la rampe de Pajares.
Depuis 2013, la desserte de la ligne a été modifiée avec la suppression d'un aller-retour en train régional par jour entre León et Gijón, remplacé par un aller-retour Alvia n'assurant que les arrêts intermédiaires de Mieres-Puente, Pola de Lena et La Robla entre Oviedo et León. En juin 2021, la ligne est desservie chaque jour de semaine (hors trains de début et de fin de semaine) par un train Media Distancia amorcé en gare de Valladolid-Campo Grande et entre deux et trois Alvia dans chaque sens,.

### Trains de fret
En 2008, 20 trains de fret par jour circulaient via la rampe de Pajares.
Un convoi de marchandises de 1 000 tonnes remorquées met, en moyenne, 117 minutes pour parcourir le tronçon entre les gares de Pola de Lena et de La Robla en comptant deux arrêts intermédiaires (d'une durée moyenne de 23 minutes) pour le croisement des trains de sens opposé. Le coût d'exploitation est estimé à 10,94 €/km sur cette section pour les trains de fret.